# Карл фон Бургау
Карл фон Бургау (на немски: Karl, Markgraf von Burgau, * 22 ноември 1560, дворец Пюрглитц, Бохемия, † 30 октомври 1618, Юберлинген) от фамилията Хабсбург, е маркграф на Бургау.

## Биография
Той е третият син на ерцхерцог Фердинанд II фон Тирол (1529 – 1595) и първата му съпруга Филипина Велзер (1527 – 1580), дъщеря на патриций от Аугсбург. Внук е на император Фердинанд I и племенник на император Максимилиан II. Брат е на кардинал Андреас.
Карл взапочва военна кариера. Бие се безуспешно в испанската война против Нидерландия и след това против турците, където става фелдмаршал.
Ерцхерцог Фердинанд умира на 24 януари 1595 г. Заради сключения договор неговите деца нямат право на наследство. Карл получава пари, маркграфството Бургау, Ландграфство Неленбург, Графство Хоенберг и други собствености. През 1615/16 г. той основава капуцинския манастир в Гюнцбург.
След смъртта му той е погребан през 1619 г. в построената от него църква в основания от него манастир в Гюнцбург. Собствеността му отива обратно на главната линия на Хабсбургите.

## Фамилия
Карл се жени през 1601 г. за Сибила фон Юлих-Клеве-Берг (* 26 август 1557, † 1628), дъщеря на херцог Вилхелм Богатия фон Юлих-Клеве-Берг и втората му съпруга ерцхерцогиня Мария фон Хабсбург, дъщеря на император Фердинанд I (1503 – 1564), племенница на император Карл V (1500 – 1558). Бракът е бездетен.
От извънбрачни връзки той има двама сина и една дъщеря:
- от Чиара Елиза Изабела ди Фереро:
  - Анна Елизабет

- от неизвестна майка:
  - Карл, фрайхер фон Хоенберг
  - Фердинанд, фрайхер фон Хоенберг